# 鹿児島県立財部高等学校
鹿児島県立財部高等学校（かごしまけんりつ たからべこうとうがっこう, Kagoshima Prefectural Takarabe High School）は、鹿児島県曽於市財部町南俣に所在した公立の高等学校。
鹿児島県立末吉高等学校・鹿児島県立岩川高等学校との再編・統合で鹿児島県立曽於高等学校が新設されたため、2014年（平成26年）に生徒募集を停止し、2016年（平成28年）3月31日に閉校した。

## 概要
歴史
1948年（昭和23年）に鹿児島県末吉高等学校の定時制分校として開校。1951年（昭和26年）に全日制課程の高等学校として独立した。2013年（平成25年）に創立65周年を迎えた。
設置課程・学科
全日制課程 普通科

## 沿革
- 1948年（昭和23年）3月31日 - 「鹿児島県末吉高等学校 財部分校」の設置が認可される。
  - 定時制農業科・家庭科（本科・別科）を設置。
- 1950年（昭和25年）3月31日 - 農業科と家庭科の募集を停止。普通科を設置。
- 1951年（昭和26年）4月1日 - 鹿児島県末吉高等学校から分離し、「鹿児島県財部高等学校」（全日制課程）が独立。
- 1956年（昭和31年）4月1日 - 校歌を制定。「鹿児島県立財部高等学校」に改称（県の後に「立」を加えられる）。
- 1971年（昭和46年）3月24日 - 特別教室棟が完成。
- 1972年（昭和47年）5月31日 - 普通教室・管理棟が完成。
- 1974年（昭和49年）6月13日 - 体育館が完成。
- 2000年（平成12年）12月25日 - 校舎等大規模改修が完成。
- 2008年（平成20年）11月1日 - 創立60周年記念式典を挙行。
- 2014年（平成26年）4月1日 - 鹿児島県立財部高等学校、鹿児島県立末吉高等学校、鹿児島県立岩川高等学校の3校を再編・統合した鹿児島県立曽於高等学校の開校に伴い、生徒募集停止。
- 2016年（平成28年）3月31日 - 閉校。卒業生は６２５０人。

## 跡地
学校跡地は曽於市と鹿児島大学が共同で整備を進めており、2024年4月に「南九州畜産獣医学拠点」（通称SKLV＝スクラブ）としてオープンすることになっている。